# Bataille d'Öland (1676)
Pour les articles homonymes, voir Bataille d'Öland.
Guerre de Scanie
Batailles
- Fehrbellin
- Jasmund
- Öland
- Halmstad
- Lund
- Fehmarn
- Malmö
- Køge
- Landskrona
- Marstrand
- Uddevalla
- Warksow
- Stralsund

La bataille d'Öland est livrée le 1er juin 1676 (11 juin dans le calendrier grégorien) en mer Baltique, au sud-est de l'île d'Öland. Elle oppose une flotte alliée dano-hollandaise, commandée par l'amiral néerlandais Cornelis Tromp, à la flotte suédoise, sous les ordres du baron Lorentz Creutz, et prend fin avec la victoire de la flotte alliée. La bataille entre dans le cadre de la guerre de Scanie (1675-1679), livrée pour la suprématie du sud de la Baltique. La Suède a un besoin urgent de faire venir des renforts dans ses possessions allemandes, tandis que le Danemark cherche à faire débarquer une armée en Scanie pour ouvrir un front sur le sol suédois.
Dès le début de la bataille, le Kronan, navire amiral suédois, coule et la plupart des membres de son équipage trouvent la mort dans le naufrage, y compris l'amiral Lorentz Creutz. La flotte alliée tire avantage du désordre qui s'ensuit du côté suédois et le Svärdet, navire de l'amiral Claes Uggla, qui a remplacé Creutz à la tête de la flotte suédoise, est cerné par plusieurs navires ennemis. Gravement endommagé après un duel d'artillerie prolongé, le Svärdet est brûlé et Uggla se noie en tentant de quitter le navire en feu, ce qui provoque la déroute de la flotte suédoise.
La conséquence directe de la bataille est une suprématie maritime danoise durant tout le reste de la guerre. Christian V de Danemark peut convoyer ses troupes sur le sol suédois et, le 9 juillet 1676, 14 500 hommes débarquent au sud d'Helsingborg. La Scanie devient le principal champ de bataille de la guerre, qui connaît son point culminant lors des sanglantes batailles de Lund, Halmstad et Landskrona. Les navires danois et néerlandais ont la maîtrise de la mer Baltique, naviguant librement jusqu'à Stockholm, alors que l'échec suédois provoque la création d'une commission d'enquête sur les causes de ce désastre, commission qui ne désigne aucun coupable.

## Contexte
La Suède, sur l'insistance de son alliée la France, attaque le Brandebourg pendant l'été 1675. Les Provinces-Unies, qui sont engagées dans la guerre de Hollande contre la France, déclarent alors la guerre à la Suède. La défaite suédoise contre le Brandebourg lors de la bataille de Fehrbellin, le 28 juin 1675, a peu de conséquences sur le plan tactique mais est un coup dur porté à la réputation d'invincibilité dont jouit l'armée suédoise depuis la guerre de Trente Ans. Le Saint-Empire romain germanique ainsi que plusieurs petits États allemands voient dans cette défaite suédoise un signe de faiblesse et se joignent à la guerre contre la Suède. Le Danemark voit quant à lui une chance de reprendre la Scanie, le Blekinge et le Halland, provinces perdues au profit de la Suède depuis le traité de Roskilde en 1658, et déclare la guerre à la Suède le 12 septembre 1675. Le sud de la mer Baltique est d'une grande importance stratégique pour les deux belligérants car le Danemark a besoin de sa maîtrise pour envahir la Scanie, tandis que la Suède doit la contrôler pour renforcer ses possessions en Poméranie.
La flotte suédoise est alors supérieure à son homologue danoise sur le plan numérique, 18 navires de ligne contre 16 et 21 frégates contre 11, mais ses navires sont plus vieux et en moins bon état, les Danois ayant remplacé une grande partie de leurs bâtiments. Les équipages suédois n'ont pas le professionnalisme des marins danois et norvégiens, qui ont majoritairement déjà servi dans la marine marchande néerlandaise, et l'état des gréements et des voiles des navires suédois laisse à désirer. Par ailleurs, les officiers suédois manquent d'expérience alors que les Danois disposent de vétérans, tels que Cord Adelaar et Niels Juel, et bénéficient du renfort d'unités néerlandaises commandées par Philips van Almonde et Cornelis Tromp, qui ont tous deux servi sous Michiel de Ruyter pendant les deuxième et troisième guerres anglo-néerlandaises.
En 1675, la flotte suédoise dirigée par Gustaf Otto Stenbock prend la mer mais ne peut aller plus loin que l'île de Gotland en raison des difficultés rencontrées à cause du froid, du mauvais temps, de la maladie et de la perte d'équipement vital, et doit rentrer à Stockholm. Stenbock est tenu comme personnellement responsable de cet échec par le roi Charles XI de Suède, qui le contraint à rembourser les frais de la campagne. À la fin de l'année 1675, la flotte suédoise est placée sous le commandement de Lorentz Creutz mais est prise par les glaces en raison d'un hiver exceptionnellement rigoureux.

## Prélude à la bataille
Une flotte danoise de vingt navires commandée par l'amiral Niels Juel prend la mer au mois de mars 1676 et opère, le 9 mai, un débarquement au Gotland, obtenant une prompte reddition des forces suédoises stationnées sur l'île. La flotte suédoise, forte de 60 navires et de 12 000 hommes, doit à son tour prendre la mer le 14 mai, mais ne peut quitter le port avant le 29 mai en raison de forts vents contraires. Pendant ce temps, Juel a déjà quitté Visby, le principal port du Gotland, et se dirige vers Bornholm, entre la pointe sud de la Suède et les côtes allemandes, pour opérer sa jonction avec une petite flotte hollandaise dirigée par l'amiral Philips van Almonde. Une fois les deux flottes réunies, leurs navires croisent entre la Scanie et l'île de Rügen afin d'empêcher un débarquement de troupes suédoises en Poméranie. La bataille de Jasmund, livrée les 4 et 5 juin 1676 entre la flotte dano-hollandaise et la flotte suédoise, se solde par une victoire mineure des alliés. Les Suédois, malgré leur supériorité numérique, se montrent en effet incapables d'infliger des dommages sérieux à leurs adversaires et perdent deux brûlots ainsi qu'un petit navire.
Après le retrait de la flotte alliée, Lorentz Creutz réunit ses officiers à bord du Kronan pour leur faire part de son mécontentement, les accusant d'avoir désobéi à ses ordres et de ne pas avoir poursuivi les navires ennemis. Le major Taube, officier du Mars témoigna plus tard que les officiers avaient été « réprimandés comme des enfants » et que Creutz « ne faisait aucun cas de qui était coupable ou innocent mais accusait quasiment tout le monde de façon semblable ». Le capitaine Rosenberg rapporta quant à lui que Creutz était très en colère contre l'amiral Johan Bär et qu'il jura « de ne plus jamais servir avec une telle racaille ». Ce conflit entre Creutz et ses officiers a pour conséquence que ses relations avec ses commandants d'escadres sont au plus bas avant la bataille d'Öland.
Après la bataille de Jasmund, la flotte suédoise met à l'ancre à Trelleborg, où l'attendent de nouveaux ordres de Charles XI lui enjoignant de reprendre le Gotland. La flotte doit refuser le combat jusqu'à ce qu'elle ait atteint la pointe nord de l'île d'Öland et elle quitte Trelleborg le 10 juin. La flotte alliée, qui compte désormais 39 navires dont 25 navires de ligne à la suite du renfort de l'escadre de l'amiral-général Cornelis Tromp, partie le 7 mai du Texel, se lance à la poursuite des Suédois. Tromp, considéré comme l'un des tacticiens navals les plus compétents de son époque, a désormais le commandement de la flotte dano-hollandaise. Le 11 juin, les deux flottes passent le cap nord de l'île d'Öland par un fort coup de vent, et plusieurs navires suédois démâtent. La flotte suédoise forme une ligne de bataille avec grande difficulté et essaie de se placer entre la côte et la flotte dano-hollandaise afin de la placer sous le vent et d'avoir un avantage tactique. Mais les navires néerlandais de la flotte alliée réussissent à venir au près et à prendre la position la plus favorable. En fin de matinée, les deux flottes se rapprochent l'une de l'autre jusqu'à être à portée de canon.

## Déroulement de la bataille

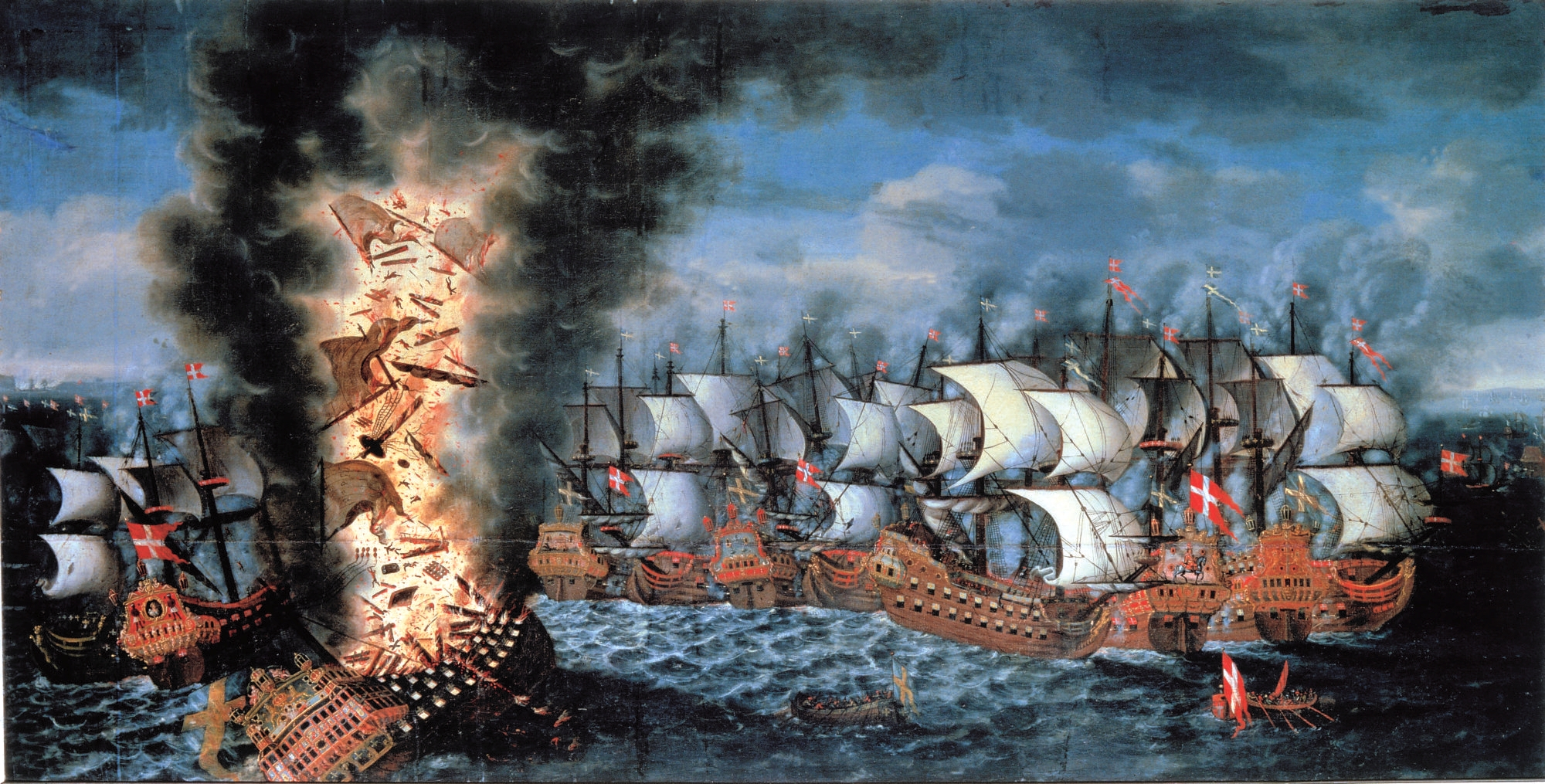
L'explosion du Kronan et l'encerclement du Svärdet, par Claus Møinichen.

La bataille débute aux alentours de midi, au nord-est du village d'Hulterstad, et les navires suédois se tournent face à leurs adversaires en étant insuffisamment préparés, en raison d'un manque de communication et d'une erreur d'interprétation de signaux. Selon le maître canonnier Anders Gyllenspak, le Kronan, qui est alors l'un des plus grands navires du monde, vire brusquement de bord sans que les sabords ne soient fermés et sans ariser ses voiles. Il prend du gîte et l'eau entre à flots par les sabords, ce qui le fait chavirer. Comme il coule, une lampe dans la réserve de poudre à canon tombe au sol et incendie la réserve, causant une violente explosion qui tue la majorité de l'équipage du navire, estimé à 800 hommes, seuls 42 marins en réchappant. Quatre navires des escadres de Creutz et de Claes Uggla prennent la fuite quand ils constatent que le navire amiral suédois est perdu.
La perte soudaine du Kronan sème la confusion parmi les navires suédois, déjà dispersés, et sape le moral de leurs équipages. L'amiral Claes Uggla devient le nouveau commandant de la flotte suédoise alors même que son navire, le Svärdet, manque d'entrer en collision avec l'épave du Kronan et doit empanner pour l'éviter. Ce brusque virement de bord du Svärdet est interprété par plusieurs autres navires comme un signal qu'il faut à nouveau virer de bord, alors que d'autres pensent que c'est le signe de la retraite générale, ce qui conduit à un chaos généralisé. Uggla réduit sa vitesse dans une tentative de réunir ses forces mais ne réussit qu'à isoler son navire du reste de la flotte.
Cornelis Tromp, sur le Christianus Quintus, Niels Juel, sur le Churprindsen, et le vice-amiral Jens Rodsten, sur le Tre Løver, tirent avantage de la situation en encerclant rapidement le Svärdet et en commençant à le bombarder de boulets de canons pour obtenir sa reddition. Quelques navires suédois essaient de venir en aide à Uggla mais ils sont placés sous le vent et ne peuvent lui fournir un secours efficace. Après presque deux heures d'un combat acharné, le mât principal du Svärdet est fracassé par un boulet de canon et tombe à la mer, et Uggla fait amener ses couleurs afin de se rendre à Tromp. Malgré cela, le brûlot néerlandais t'Hoen incendie le Svärdet à la suite d'une incompréhension et le deuxième plus grand navire suédois après le Kronan coule à son tour, 600 hommes d'équipage, ainsi que Claes Uggla, trouvant la mort dans le naufrage. Parmi les navires qui ont tenté de secourir le Svärdet, le Hieronymus est le seul à parvenir à s'enfuir, bien que sévèrement endommagé, tandis que le Neptunus et le Järnvågen, un navire marchand armé, sont capturés par Niels Juel et par l'Anna Sophia.
La flotte suédoise a perdu ses deux principaux navires ainsi que ses deux amiraux et commence à battre en retraite de manière désordonnée vers six heures du soir. Quelques petits navires sont rattrapés et capturés alors que le reste de la flotte trouve un abri dans des ports suédois. La plupart mettent le cap sur Dalarö, alors que d'autres essaient de passer par le Kalmar sund, entre l'île d'Öland et le continent. La flotte dano-hollandaise tente de profiter de sa victoire en poursuivant les navires suédois mais des désaccords interviennent entre officiers sur la manière à employer et la poursuite n'est pas trop virulente car ils ne veulent pas étirer leurs forces.

## Conséquences

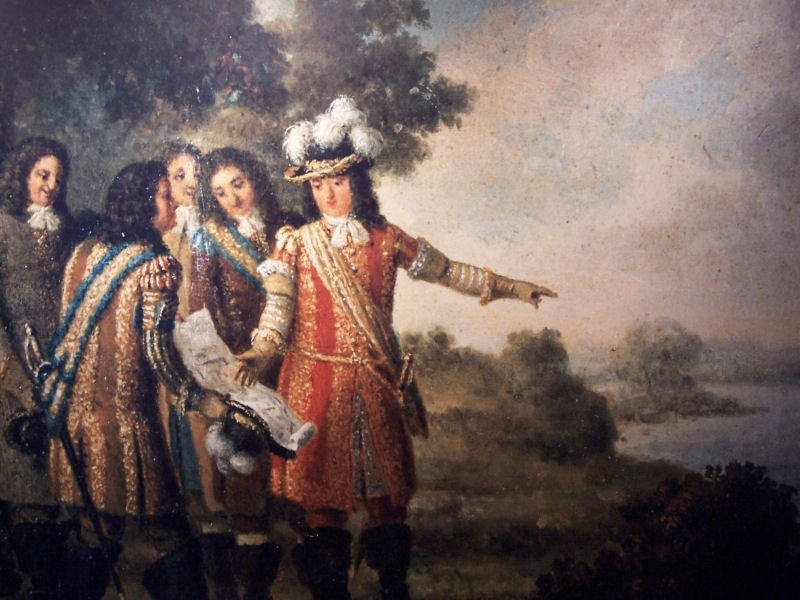
Peinture du roi Charles XI choisissant l'emplacement pour fonder Karlskrona, par Pehr Hillerström.

La perte de ses deux plus grands navires, de son commandant en chef et de l'un de ses amiraux les plus expérimentés est un coup terrible pour la flotte suédoise, dont les malheurs continuent après la bataille. En regagnant son mouillage de Dalarö, l'Äpplet s'échoue et coule, et une cinquantaine de survivants du naufrage sont repêchés par des navires danois et conduits à Copenhague en tant que prisonniers. La suprématie maritime du Danemark est totale et la marine suédoise ne se risque à aucune sortie hors de ses ports jusqu'à la fin de l'année. Le 6 juillet 1676, Cornelis Tromp fait bombarder la cité fortifiée d'Ystad par sa flotte et fait débarquer plus de 2 000 hommes, obtenant la reddition de la ville en fin de journée. Les troupes danoises peuvent désormais être convoyés en Scanie pour porter la guerre sur le sol suédois et, le 9 juillet, 14 500 hommes débarquent à Råå, au sud d'Helsingborg. La cuisante défaite subie par les Suédois à Öland est suivie en 1677 par celle de la baie de Køge, considérée comme la plus grande victoire navale danoise de l'histoire.
Les difficultés rencontrées par les Suédois durant l'hiver 1675-1676 à cause du gel des eaux du port de Stockholm leur font réaliser qu'ils ont besoin d'un port plus proche du Danemark et dont les eaux ne risquent pas d'être prises par la glace. À l'automne 1679, le roi Charles XI choisit personnellement l'emplacement pour fonder le port de Karlskrona, chargé d'accueillir la nouvelle base navale suédoise, dont les bâtiments principaux sont achevés en 1686. Les Suédois tirent par ailleurs les leçons des défaites d'Öland et de la baie de Køge, l'amiral Hans Wachtmeister se chargeant de réorganiser la marine de guerre en améliorant la maintenance des navires ainsi que la réactivité des équipages et en recrutant des marins qualifiés.

### La commission d'enquête suédoise
Quelques jours plus tard, la nouvelle du fiasco connu par les Suédois à Öland atteint Charles XI, qui ordonne immédiatement la mise en place d'une commission chargée d'enquêter sur les événements. Le 23 juin, le roi écrit : « Certains de nos officiers ont fait preuve de lâcheté et d'un comportement négligent », et « ont mis la sécurité, le bien-être et la défense du royaume en grand danger », et qu'un « crime si sérieux devait être puni avec sévérité ». La commission commence son travail le 27 juin 1676 et le poursuit jusqu'en octobre 1677. Lors des auditions de témoins, de graves critiques sont émises aussi bien envers les officiers qu'envers le comportement suédois pendant la bataille en général. Anders Homman, l'un des officiers rescapés du Svärdet, compte parmi ceux dont les accusations sont les plus violentes. Dans son témoignage, il affirme que l'amiral Uggla aurait dit « Regardez comment ces salopards de chiens s'enfuient » au sujet des autres navires suédois alors qu'il était encerclé et combattait trois navires adverses. Le capitaine Olof Nortman confirme à son tour le témoignage de Homman, qui compare les actions menées par les navires suédois pendant la bataille à celles de « poules courant dans la cour dans toutes les directions » et ajoutant qu'il a participé à sept batailles mais qu'il n'avait jamais vu des Suédois se battre aussi mal.
La commission conclut finalement que personne n'est coupable de négligence ou de mauvaise conduite, mais plus aucun commandement ne sera confié à Johan Bär et à l'amiral Christer Boije, commandant de l'Äpplet qui s'est échoué. Hans Clerck, commandant du Solen, sort quant à lui indemne de l'enquête et est promu par Charles XI avant même que la commission ait rendu son rapport. Creutz a été régulièrement blâmé pour la perte de son navire par plusieurs historiens qui l'ont décrit comme un officier naval incompétent dont le manque d'expérience est responsable du naufrage de son navire,. D'autres historiens, comme Lars Ericsson Wolke et Olof Sjöblom, ont nuancé ce jugement en pointant du doigt le fait que Creutz était avant tout un administrateur, non un chef militaire, et que les manœuvres du navire devaient par conséquent avoir été sous la responsabilité de son subordonné, qui avait plus d'expérience en la matière,.

### Querelles entre les officiers alliés
En dépit de leur succès stupéfiant, plusieurs officiers danois et néerlandais se montrent mécontents au sujet de la conduite de la bataille. L'historien Jørgen Barfod explique que la bataille a été livrée « de manière désordonnée du début à la fin » en raison de l'ordre donné par Tromp que chaque commandant attaque le navire ennemi le plus proche de lui. La course menée contre les navires suédois pour gagner la position la plus avantageuse a également contribué à étirer la flotte alliée car les navires danois n'ont pas pu suivre les navires néerlandais plus rapides. Niels Juel se plaint dans une lettre à l'amiral du royaume que les Néerlandais ne lui ont pas prêté assistance dans sa poursuite des navires suédois en fuite. Dans le rapport de la bataille qu'il envoie à Christian V de Danemark, Cornelis Tromp fait des reproches à ses subordonnés mais ne donne aucun nom et demande à ce qu'aucun blâme ne soit fait.
Le capitaine du t'Hoen, le brûlot ayant incendié le Svârdet après sa reddition, est mis aux fers après la bataille et soumis à un traitement si sévère qu'il meurt quelques jours plus tard. Tromp rapporte que son navire, qui a été au cœur des combats les plus violents, a perdu une centaine d'hommes et que la plupart de ses officiers sont blessés.

## Ordre de bataille
Les nombres entre parenthèses indiquent le nombre de canons à bord de chaque navire.
| Première escadre Navire amiral:Churprindsen (68), Niels Juel - Anna Sophia (62) - Christianus IV (58) - Gyldenløve (56) - Nellebladet (54) - Lindormen (46) - Delmenhorst (44) - København (36) - Caritas (34) - Hommeren (32) - Anthonette (26) - Fire Kronede Lillier (4) - Stokfisken, Abrahams Offer (brûlots) Deuxième escadre Navire amiral: Christianus V (80), Cornelis Tromp - Enighed (66) - Tre Løver (64) - Charlotta Amalie (64) - Fridericus III (64) - Oostergoo (60) - Campen (44) - Havmanden (36) - Havfruen (26) - Spraglede Falk (18) - Louys, t'Hoen (brûlots) Troisième escadre Navire amiral: Delft (62), Philips van Almonde - Waesdorp (68) - Justina (64) - Ackerboom (60) - Gideon (60) - Dordrecht (46) - Noortholland (44) - Caleb (40) - Utrecht (38) - Delft (28) - Hvide Falk (26) - Perlen (8) - Leonora (brûlot) | Première escadre Navire amiral: Kronan (124), Lorentz Creutz - Solen (74) - Draken (66) - Wrangel (60) - Herkules (56) - Neptunus (44) - Maria (44) - Fenix (36) - Sundsvall (32) - Pärlan (28, marchand armé) - Enhorn (16) - Tre Bröder (12) - Mjöhund (10) - Sjöhästen (8) - Jakob, Svan (brûlots) Deuxième escadre Navire amiral: Svärdet (94), Claes Uggla - Mars (72) - Merkurius (64) - Hieronymus (64) - Svenska Lejonet (48) - Göteborg (48) - Flygande Vargen (44, marchand armé) - Fredrika Amalia (34) - Uttern (24) - Järnvågen (24, marchand armé) - Ekorren (8) - Posthornet (8) - Råbocken (8) - Rödkritan, Duvan (brûlots) Troisième escadre Navire amiral: Nyckeln (84), Johan Bär - Äpplet (86) - Saturnus (64) - Caesar (60) - Wismar (54) - Riga (54) - Solen (54, marchand armé) - Hjorten (36) - Salvator (30) - Gripen (8) - Sjöman (8) - Postiljon (brûlot) Quatrième escadre - Victoria (80) - Jupiter (70) - Venus (64) - Carolus (60) - Spes (48) - Abraham (44) - Trumslagaren (34, marchand armé) - Konung David (32, marchand armé) - Nordstjärnan (28) - Fortuna (12) - Elisabeth (12, marchand armé) - Måsen (8) - Jägaren (brûlot) |